# Sheets of sound
Sheets of sound foi um termo cunhado em 1958 pelo crítico Ira Gitler da revista especializada em jazz Down Beat, para descrever o novo e único estilo de improvisação do saxofonista John Coltrane. Gitler usou esta expressão nas notas do álbum Soultrane de 1958.